# Sergej Vasiljevitsj Lebedev

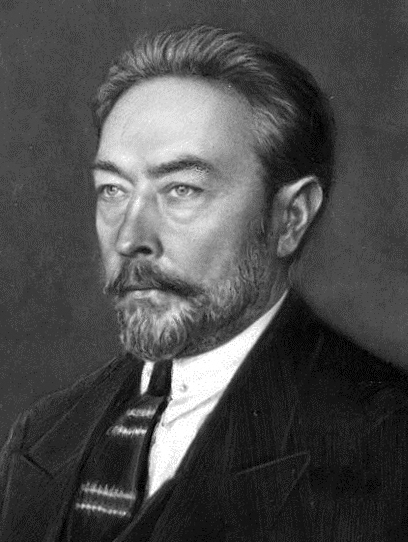
Sergej Vasiljevitsj Lebedev
(omstreeks 1920).

Sergej Vasiljevitsj Lebedev (Lublin, Congres-Polen, 13 juli 1874 -  Sint-Petersburg, 2 mei 1934) was een Russische/Sovjet chemicus en uitvinder van het eerste synthetisch rubber. 
Op zijn achtste overleed zijn vader. Hierna verhuisde de familie naar Warschau waar Lebedev begon met een studie organische chemie.
In 1926 begon hij aan zijn onderzoek naar synthetisch rubber. Hij was aan zijn onderzoek begonnen omdat hij zag dat er een groot tekort was aan rubber. Omdat hij al eerdere studies had gedaan over polymerisatie, waar bij experimenten veel rubberachtige polymeren ontstonden, had hij al een beetje voorkennis. Om het onderzoek te starten bracht hij een groep van zeven chemici bijeen, die hem bij dit onderzoek zouden helpen.
In 1927 hadden ze een vorm van synthetisch rubber uitgevonden door het polymeriseren van di-vinyl in de aanwezigheid van natrium. Het polymeer had een andere structuur dan natuurrubber, maar Lebedev liet zien dat het een volledig bevredigende vervanger was.
Lebedev heeft er voor gezorgd dat een groot deel van het toenmalige rubbertekort opgelost werd en zijn onderzoek is ook later nog gebruikt voor de maak van andere rubbers.